# Manzanar
Manzanar é o mais conhecido dos dez campos de concentração onde mais de 110 000 norte-americanos nikkei foram encarcerados durante a Segunda Guerra Mundial. Fica aos pés da Serra Nevada no Vale Owens, Califórnia, e entre os povoados de Lone Pine a sul e Independence a norte, aproximadamente a 370 quilômetros a nordeste de Los Angeles.
Manzanar foi identificado pelo Serviço Nacional de Parques dos Estados Unidos como o campo melhor conservado deste tipo, pelo qual foi designado Local Histórico Nacional Manzanar (Manzanar National Historic Site).
Muito antes que os primeiros prisioneiros chegaram ao lugar, em março de 1942, Manzanar era o lar de povos nativos, quem nomeadamente viviam em aldeias situadas em vários dos arroios próximos da área. Rancheiros e mineiros estabeleceram-se formalmente em Manzanar em 1910, mas abandonaram a povoação em 1929 após a cidade de Los Angeles comprar os direitos da água de praticamente toda a área. Apesar das diferenças destes grupos, as suas histórias têm em comum a ameaça do translado forçado.
Desde que os últimos prisioneiros saíram em 1945, antigos prisioneiros e outros interessados trabalharam para preservar Manzanar e estabelecê-lo como Sítio Histórico Nacional dos Estados Unidos, com a finalidade de preservá-lo e explicá-lo à presente geração bem como às futuras. O tema principal é o da época de internamento dos norte-americanos nikkei, tal qual se especificou na legislação que criou ao sítio histórico. O lugar também aborda a povoação de Manzanar, os seus dias como rancho, o assentamento no Vale Owens dos Paiute, bem como o papel que teve a água na história do vale.

## Terminologia
Desde finais da Segunda Guerra Mundial debateu-se sobre a terminologia para referir-se a Manzanar e outros campos nos quais  norte-americanos nikkei foram encarcerados pelo governo dos Estados Unidos durante a guerra. Manzanar foi descrito como "Centro de relocalização de guerra", "campo de relocalização", "campo de internamento" e "campo de concentração", e o debate de qual termo é o mais preciso e apropriado continua até a atualidade.
James Hirabayashi, professor emérito e antigo decano do Departamento de Estudos Étnicos da Universidade de São Francisco, escreveu um artigo em 1994 no que assegurava que se questionava porquê ainda se utilizavam atualmente termos eufemistas para descrever os campos como Manzanar.
| “ | Revisemos os pontos principais do debate. Mais de 120 000 residentes dos Estados Unidos, dos quais duas terceiras partes eram cidadãos norte-americanos, foram encarcerados sob custódia armada. Não houve crimes cometidos, nem juízos, nem condenações: os japoneses norte-americanos eram prisioneiros políticos. Deter cidadãos norte-americanos num sítio sob custódia armada constitui um "campo de concentração". Mas quais eram os termos utilizados pelos oficiais do governo que estavam envolvidos no processo e que tinham de justificar as suas ações? Raymond Okamura proporciona uma detalhada lista de termos. Consideremos esses três eufemismos: "evacuação", "relocalização" e "não estrangeiro". As vítimas de terramotos e inundações são relocalizados. A palavra refere transladar gente para os resgatar e protegê-los do perigo. Quem fizeram a política oficial do governo consistentemente usaram a palavra "evacuação" para se referir ao translado forçado de japoneses norte-americanos e os sítios foram chamados "centros de relocalização". Estes são eufemismos, pois os termos não implicam o translado forçado nem encarceramento em palizadas patrulhadas por guardas armados. O encobrimento foi intencional. | ” |

Hibayashi continuou descrevendo o dano ocasionado pelo uso desse eufemismo e tratou o tema de se os campos nazis podiam ser chamados "campos de concentração".
| “ | O prejuízo ao continuar usando os eufemismos do governo é que disfarça ou suaviza a realidade que subsequentemente foi reconhecida legalmente como um grave erro. As ações ab-rogavam alguns direitos fundamentais subjacentes à Constituição, o documento sob o qual nos governamos. Esta erosão de direitos fundamentais tem consequências para todos os cidadãos da nossa sociedade e devemos observar que nunca mais se repita. Alguns argumentaram que os campos da Alemanha nazi durante o Holocausto eram campos de concentração e que referir-se assim aos campos dos japoneses norte-americanos seria uma afronta para os judeus. É verdade que os japoneses norte-americanos não sofreram o duro destino dos judeus nos terríveis campos de concentração ou campos da morte onde a Alemanha Nazi praticava uma política de genocídio. Embora a perda de vidas fosse mínima nos campos norte-americanos, isso não nega a realidade inconstitucional do encarceramento de cidadãos japoneses norte-americanos. A pesquisa de Michi e Walter Weglyn concernente aos eufemismos da Alemanha nazi para os seus campos de concentração revelou frases como "campos de custódia de proteção", "centros de recepção" e "campos de trânsito". Ironicamente dois eufemismos nazis eram idênticos ao do uso do nosso governo: "centros de assembleia" e "centros de relocalização". Seria bom indicar também que os nazis não estavam agindo sob a Constituição dos Estados Unidos. As comparações geralmente indicam que Hitler agia sob as regras do Terceiro Reich. Nos Estados Unidos os três ramos do governo, ostensivelmente operando sob a Constituição dos Estados Unidos, ignoraram a Carta de Direitos para encarcerar os japoneses norte-americanos". | ” |

Em 1998 o termo "campos de concentração" ganhou mais credibilidade antes da abertura da exibição dos campos norte-americanos em Ellis Island. Inicialmente o Comitê de judeus norte-americanos (American Jewish Committee, pelas suas siglas AJC) e o Serviço de Parques Nacionais, dirigido por Ellis Island, objetaram o uso do termo durante a exposição. Contudo, durante uma reunião subsequente nas oficinas da AJC em Nova York, líderes representando os japoneses norte-americanos e os judeus norte-americanos chegaram ao entendimento no uso do termo. Depois da reunião, o Museu nacional japonês americano e a AJC publicaram uma declaração conjunta (que se incluiu na exibição) que dizia:
| “ | Um campo de concentração é um lugar onde as pessoas são encarceradas não por algum crime cometido, mas pelo simples fato de ser quem são. Embora muitos grupos fossem individualizados para a sua perseguição ao longo da história, o termo "campo de concentração" foi utilizado pela primeira vez na mudança de século durante as guerras Hispano-Estado-unidense e dos Bôeres. Durante a Segunda Guerra Mundial, os campos de concentração dos Estados Unidos eram fáceis de distinguir dos da Alemanha nazi. Os campos nazis eram lugares de tortura, experimentos médicos barbáricos e execuções sumárias; alguns eram centros de extermínio com câmaras de gás. Seis milhões de judeus foram massacrados no Holocausto. Muitos outros, incluindo ciganos, polacos, homossexuais e dissidentes políticos também foram vítimas dos campos de concentração nazi. Em anos recentes, existiram campos de concentração na antiga União Soviética, Camboja e Bósnia e Herzegovina. Apesar das diferenças, todos tinham uma coisa em comum: as pessoas no poder removeram um grupo minoritário populacional geral e o restante da sociedade permitiu que isto ocorresse" | ” |

O New York Times publicou uma editorial sem assinar apoiando o uso de "campo de concentração" durante a exibição. O artigo citou a Jonathan Mark, um colunista de The Jewish Week, quem escreveu "Ninguém pode falar de escravidão, gás, tréns e campos? É uma má prática judaica monopolizar a dor e minimizar as vítimas". O Diretor executivo da AJC David A. Harris declarou durante a controvérsia: "Nós não temos reclamado exclusividade judaica para o termo "campos de concentração"".

## História

### Antes da Segunda Guerra Mundial

#### Paiute do Vale Owens
Manzanar foi habitado inicialmente por nativos norte-americanos faz aproximadamente 10 mil anos. Ao redor de 1.500 anos atrás a área foi povoada pelos Paiute do Vale Owens, que ocuparam através do vale desde o Vale Long no norte até o lago Owens no sul, e do cume de Sierra Nevada no oeste até as montanhas Inyo a leste. Outras nações de nativos na região incluíam aos Miwok, os Mono ocidentais  e os Tubatulabal a oeste, os Shoshone no sul e o leste  e os Paiute do Lago Mono a norte. Os Patuite do Vale Owens caçavam e pescavam, recoletavam pinhões e cultivavam utilizando irrigação na área. Também intercambiavam objetos de olaria por sal do Saline Valley, e intercambiavam outros utensílios e bens ao longo da Sierra Nevada durante o verão e outono.
O Vale Owens recebera escassa atenção dos norte-americanos descendentes de europeus antes do começo da década de 1860 pois era pouco mais que um cruzamento de caminhos das rotas que atravessavam a área. Quando se descobriu ouro e prata em Sierra Nevada e as montanhas Iyo, a súbita chegada de mineiros, granjeiros, gadeiros e os seus fomentos rebanhos trouxe conflitos com os Paiute, cujas colheitas estavam sendo destruídas. Como resultado, aconteceu uma guerra dos Paiute pelo vale entre 1861 e 1863 mas, ao final, foram forçados junto com outros nativos da região pelo Exército dos Estados Unidos a caminharem mais de 320 quilômetros até o Fort Tejon, numa das muitas relocalizações às quais foram forçados os nativos dos Estados Unidos.
Aproximadamente uma terceira parte dos nativos do Vale Owens foram relocalizados pela força a Fort Tejon. Após 1863 muitos regressaram aos povoados permanentes que se estabeleceram nas cimas que baixam das montanhas de Sierra Nevada. Na área de Manzanar, os Paiute do Vale Owens estabeleceram povoados nos arroios Bairs, Georges, Shepherds e Symmes. As provas dos Paiute na área ainda ficam patentes.

#### Rancheiros
Quando os colonos norte-americanos descendentes de europeus chegaram ao Vale Owens pela primeira vez em meados do século XIX, encontraram uma grande quantidade de assentamentos Pauite na área. John Shepherd, um dos primeiros colonos, estabeleceu uma granja de 65 hectares a 4,8 quilômetros a norte de Georges Creek em 1864. Com a ajuda de trabalhadores Paiute do campo, expandiu o seu rancho até 810 hectares.
Em 1905 George Chaffey, um desenvolvidor da agricultura ao sul de Califórnia, comprou o rancho de Shepherd com outros adjacentes e os subdividiu. Fundou a povoação de Manzanar em 1910. A companhia de Chaffey posteriormente comprou um sistema de irrigação e plantou centos de árvores frutais. Para 1920 a povoação contava com mais de 25 casas, uma escola, um município e uma loja geral. Também então, cerca de 2 000 hectares estavam em processo de cultura de árvores de maçã, pera e pêssego, com a sementeira de uvas, ameixas, papas, milho e alfafa, e grandes jardins de flores e vegetais. "Manzanar era um lugar agradável para viver, com os seus pêssegos, peras, campos de alfalfa, com as suas três veredas alinhadas, prados e campos de milho" assegurou Martha Mills, quem viveu ali entre 1916 e 1920. Alguns dos hortos originais, com alguns vestígios da povoação e dos ranchos podem ser observados na atualidade.

#### A falta de água de Los Angeles

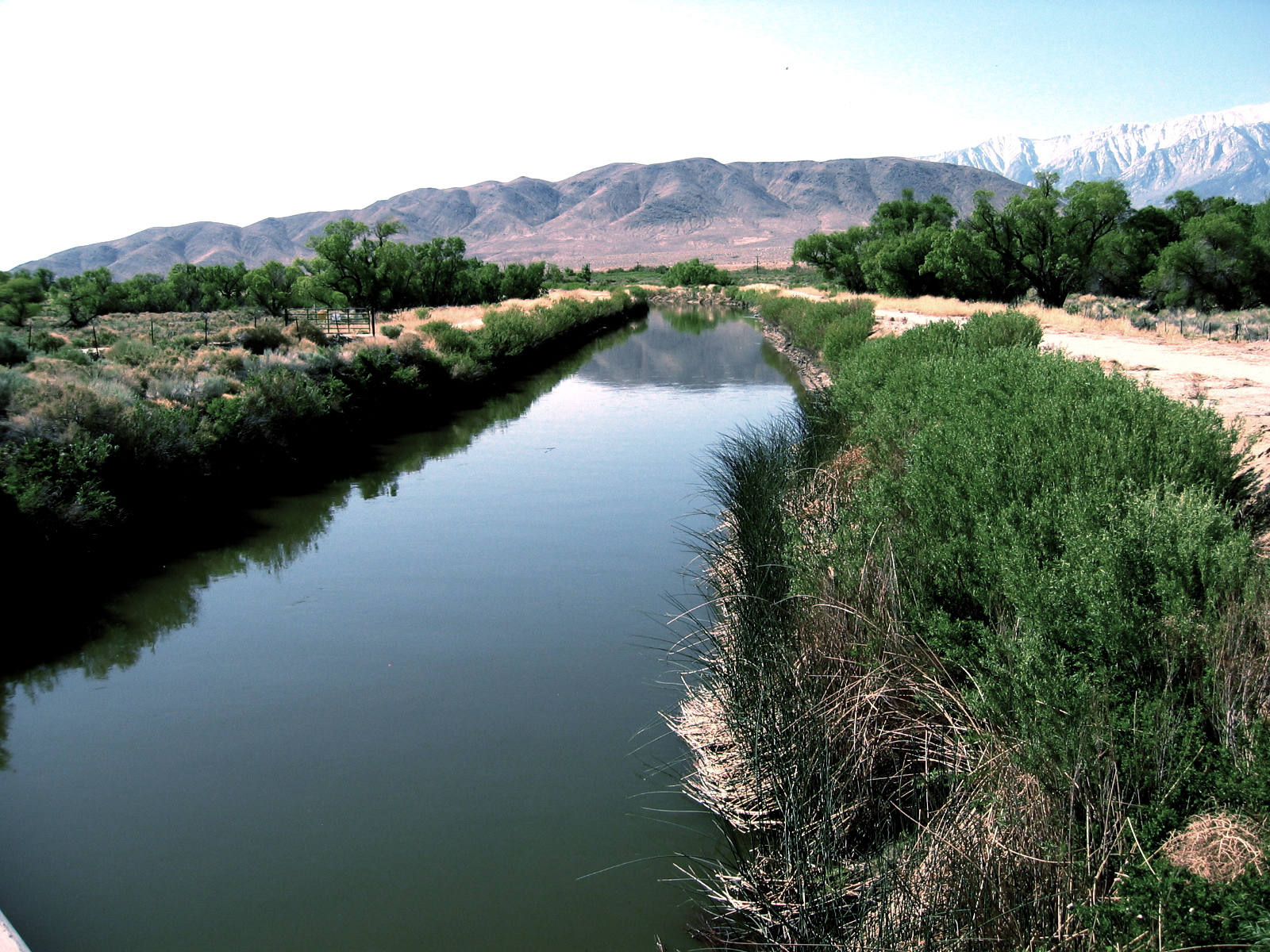
Seção sem alinhar do Aqueduto de Los Angeles, justo a sul de Manzanar, perto da rodovia 395.

Em março de 1905 a cidade de Los Angeles começou a comprar em segredo os direitos do uso da água do Vale Owens. Em 1913 concluiu a construção dos 375 quilômetros do Aqueduto de Los Angeles, o qual transportaria a água do rio Owens à cidade em lugar de permitir que desembocasse no lago Owens. De qualquer forma, os oficiais de Los Angeles deram-se conta cedo de que a água procedente do rio Owens não era suficiente para fornecer a metrópole, que crescia depressa. Em 1920 começaram a comprar mais direitos sobre a água do fundo do Vale. Enquanto essa década terminava, a cidade de Los Angeles foi comprando uma a uma as granjas do vale, estendendo-se até o Condado de Mono, incluindo Long Valley. Ao redor de 1933 Los Angeles possuía 85%  das propriedades nas povoações e 95%  de todos os ranchos e granjas no Vale Owens, incluindo Manzanar.
Embora alguns habitantes venderam as suas terras a um preço que os fez financeiramente independentes, um número importante de eles decidiu ficar. Em anos secos, Los Angeles bombeou água do solo e drenou toda a água da superfície, enviando-a ao seu aqueduto e deixando os rancheiros do vale sem água. Sem água para irrigar, os granjeiros ficaram viram-se forçados a abandonar as suas propriedades e as suas comunidades, incluindo Manzanar, que foi abandonado em 1929.
| “ | "Havia tanta água durante estes primeiros anos que, quando um cavalo tirava duma caleça, a água frequentemente subia até os seus joelhos", disse Lucille DeBoer, que vivia num rancho em Manzanar. "A princípios de 1900 a cidade de Los Angeles começou a comprar ranchos no Vale Owens pelo simples propósito de prover água aos habitantes de Los Angeles. As pessoas começaram a vender a sua terra à cidade; a cidade pôs poços para drenar a água do chão; as árvores começaram a falecer; e o chão ao final tornou-se terra vazia. Isto deu fim à terra das maçãs grandes e vermelhas". | ” |

Posterior a isso Manzanar permaneceu desabito até o Exército dos Estados Unidos arrendar a Los Angeles as 2500 hectares para o Centro de Relocalização Manzanar.

### Segunda Guerra Mundial

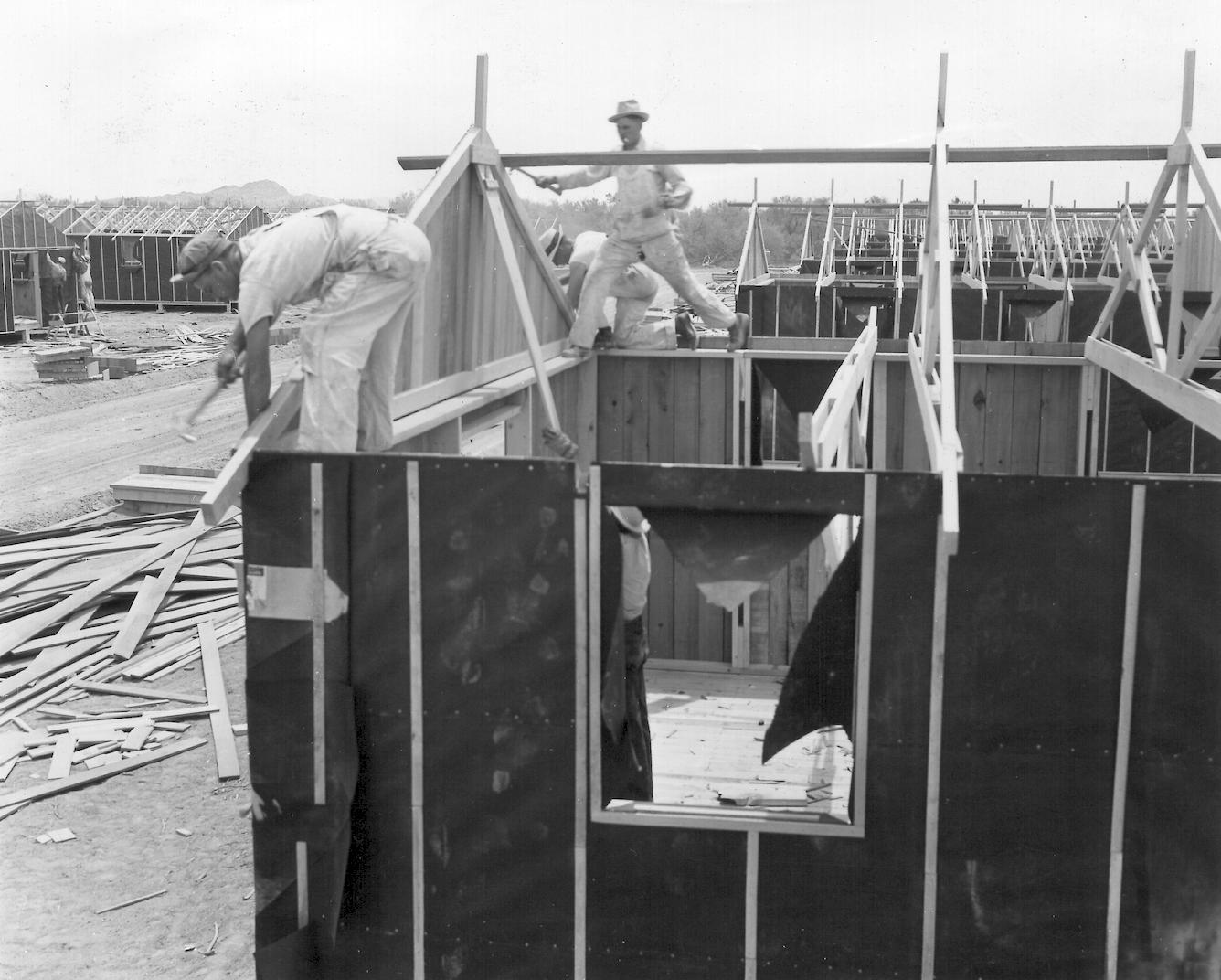
Construção de quartéis em Poston. A construção e materiais utilizado nos quartéis foram os mesmos nos dez campos, incluindo Manzanar. Arizona, 5 de maio de 1942.

Depois do ataque a Pearl Harbor a 7 de dezembro de 1941, o governo dos Estados Unidos começou depressa a solucionar o "problema japonês" na costa oeste do país. Durante a tarde do mesmo dia, o FBI arrestou "inimigos" estrangeiros eleitos, incluindo 2 192 descendentes de japoneses. O governo de Califórnia pressionou o governo nacional para que agisse, devido a que muitos cidadãos eram alarmados pelas potenciais atividades das pessoas de descendência japonesa.
A 19 de fevereiro de 1942, o Presidente Franklin Roosevelt assinou a Ordem Executiva 9066, a qual autorizava o Secretário de Defesa a designar comandantes militares com o fim de estabelecer áreas militares e de excluir a "qualquer ou a todas as pessoas" de tais áreas. A ordem também autorizou a construção dos que posteriormente seriam chamados "campos de relocalização" por parte da Autoridade de Relocalização de Guerra (War Relocation Authority ou pelas suas siglas WRA) para que ali foram arrestados todos aqueles que foram excluídos. A ordem teve como resultado a relocalização forçada de mais de 120 000 norte-americanos nikkei, dos quais duas terceiras partes eram cidadãos norte-americanos. O resto não pudera tramitar a sua cidadania devido à lei federal. Mais de 110 000 pessoas foram encarceradas em dez campos de concentração localizados longe da costa.
Manzanar foi o primeiro de dez campos de concentração. Inicialmente foi um "centro de recepção" temporário, conhecido como "Owens Valley Reception Center", de  21 de março de 1942 até  31 de maio de 1942. Durante esse tempo foi gerido pela Administração de Controle Civil de Tempos de Guerra do Exército (Wartime Civilian Control Administration, WCCA).
O centro foi transferido à WRA a 1 de junho de 1942, e oficialmente converteu-se no "Centro de Relocalização de Guerra Manzanar" (Manzanar War Relocation Center). Os primeiros prisioneiros de ascendência japonesa em chegar ao lugar foram voluntários que ajudaram na construção do campo. Para meados de abril, mais de 1000 japoneses norte-americanos arribavam diariamente, e para julho a população do campo chegava a 10 000. Perto de 90%  dos prisioneiros eram da área de Los Angeles e o resto provinha de Stockton, Califórnia, e de Bainbridge Island, Washington. Muitos deles eram granjeiros e pescadores. Manzanar chegou a alojar 10 046 prisioneiros e um total de 11 070 pessoas foram encarceradas aí.

#### Clima

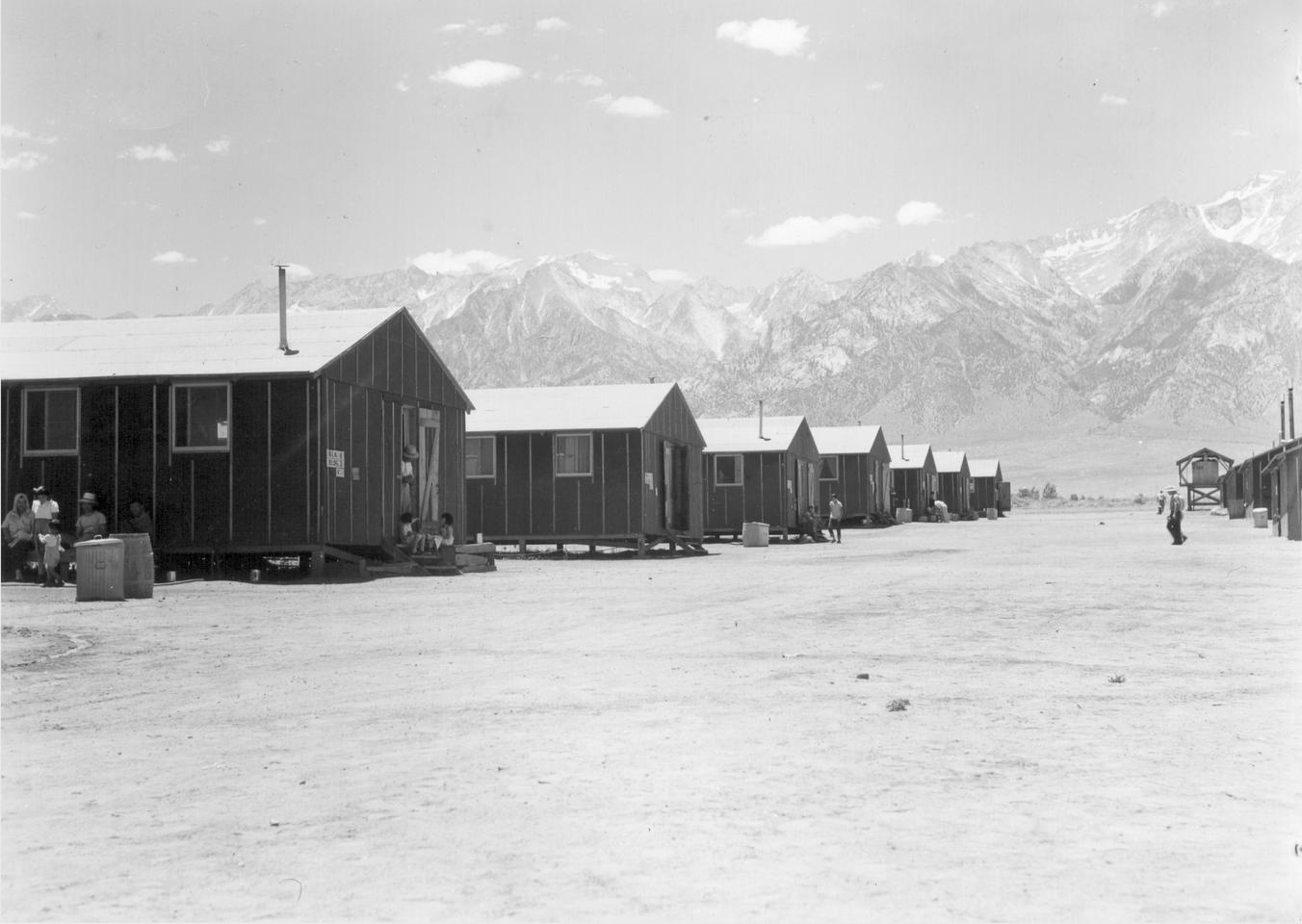
Extremo de uma fíleira de quartéis cuja frente dá para oeste do deserto e com as montanhas ao fundo. Os evacuados em Manzanar enfrentaram-se ao terrível calor do deserto. 2 de julho de 1942.

O clima em Manzanar causou sofrimento aos prisioneiros devido a que somente alguns poucos estavam afeitos ao clima extremo da área. Os edifícios temporários não eram adequados para proteger as pessoas do clima. O Vale Owens encontra-se numa elevação de 1.200 metros. Os verões no deserto do Vale Owen são geralmente calorosos, com temperaturas que ultrapassam 38°. Durante o Inverno ocasionalmente neva e a temperatura durante o dia cai até aproximadamente 4°. Durante a noite a temperatura acostuma estar entre 1° e 4° menos que a temperatura máxima do dia, além de serem comuns fortes ventos, tanto de noite como de dia. A precipitação anual da área está em escassos 12,7 centímetros. O pó sempre presente era um frequente problema devido aos fortes ventos, pelo qual muitos dos prisioneiros geralmente despertavam cobertos de uma delgada camada de pó, dos pés à cabeça, além de que constantemente ter de varrer  os quartéis.

#### Arranjo geral e instalações

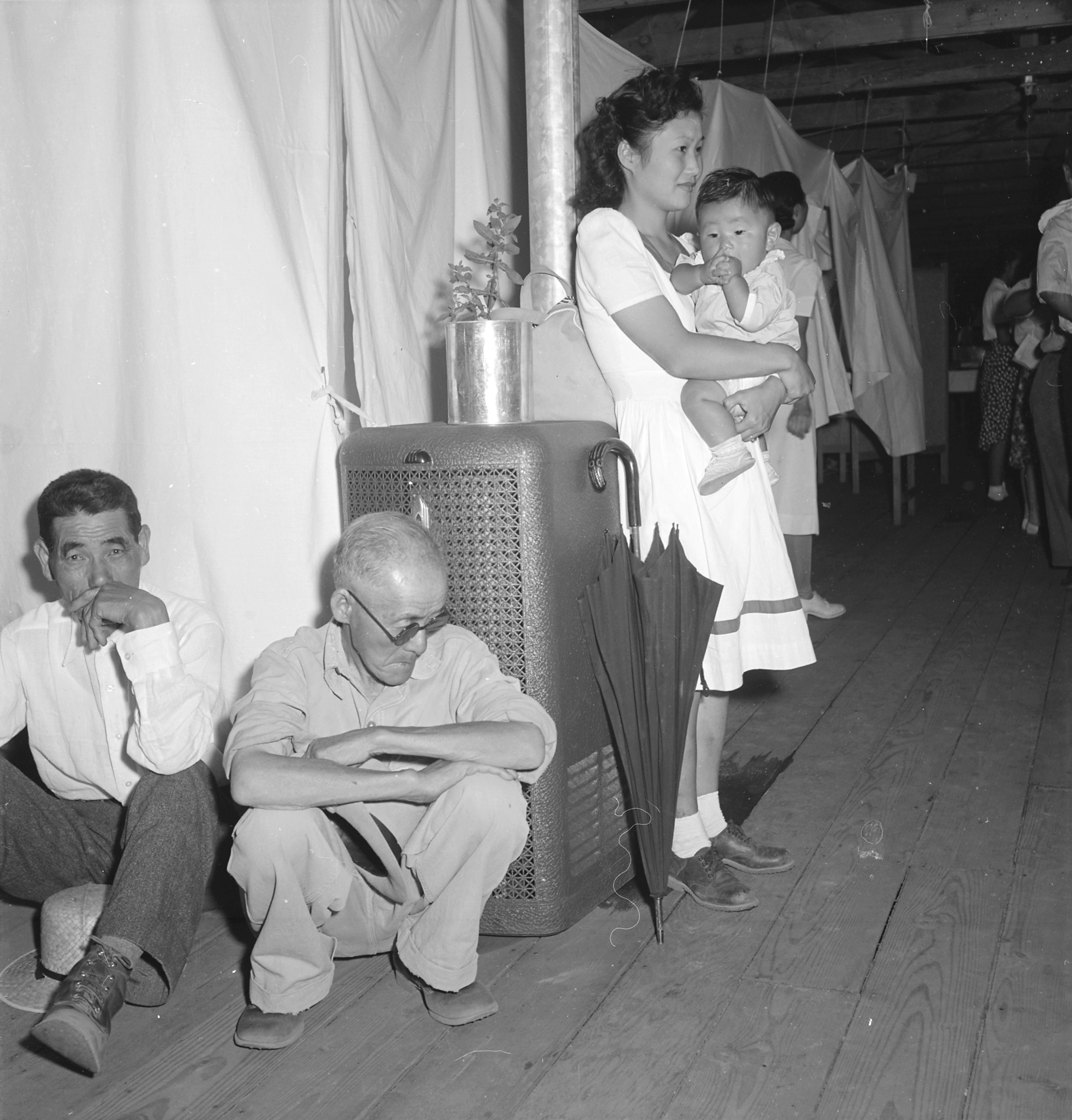
Típica cena no interior dos quartéis de Manzanar. Note-se a divisão que separava as estância, brindando pouca privacidade. 30 de junho de 1942.

O campo ocupava 2.500 hectares em Manzanar, arrendado pela cidade de Los Angeles, com uma área desenvolvida de aproximadamente 220 hectares. A área residencial abrangia 2,6 quilômetros quadrados, e consistia em 36 blocos de quartéis de cartão alquitranado de 6,1 por 30 metros apressadamente construídos, onde cada família prisioneira vivia num "apartamento" do quartel de 6,1 por 7,6 metros. Estes apartamentos consistiam em divisões sem muros, o que tirava qualquer privacidade. A falta de privacidade foi um problema maior para os prisioneiros, especialmente as latrinas comunais de homens e mulheres.
"...Uma das coisas mais difíceis de suportar eram as latrinas comunais, sem divisões; e as duchas sem compartimentos" assegurou a antiga prisioneira Rosie Kakuuchi.
Cada bloco residencial contava ademais com um sala de jantar comunal, um quarto de lavagem, um quarto de recreio, um quarto de planchado e um tanque para armazenar combustível para a calefação. Além dos blocos residenciais, Manzanar contava com 34 blocos adicionais, com alojamento para o pessoal, oficinas de administração, dois armazéns, um garage, um hospital e 24 corta-fogos. O campo também contava com escolas, um auditório de preparatória, alojamentos para o pessoal, granjas de frangos e porcos, igrejas, um cemitério, uma oficina postal, uma loja cooperativa, outras lojas, um jornal do campo, bem como outras comodidades que se aguardaria encontrar em qualquer cidade norte-americana.
No perímetro do campo havia oito atalaias custodiadas por guardas armados da polícia militar, além de estar rodeado por arame de puas. Na entrada havia postos de sentinelas.

#### Vida dentro do campo

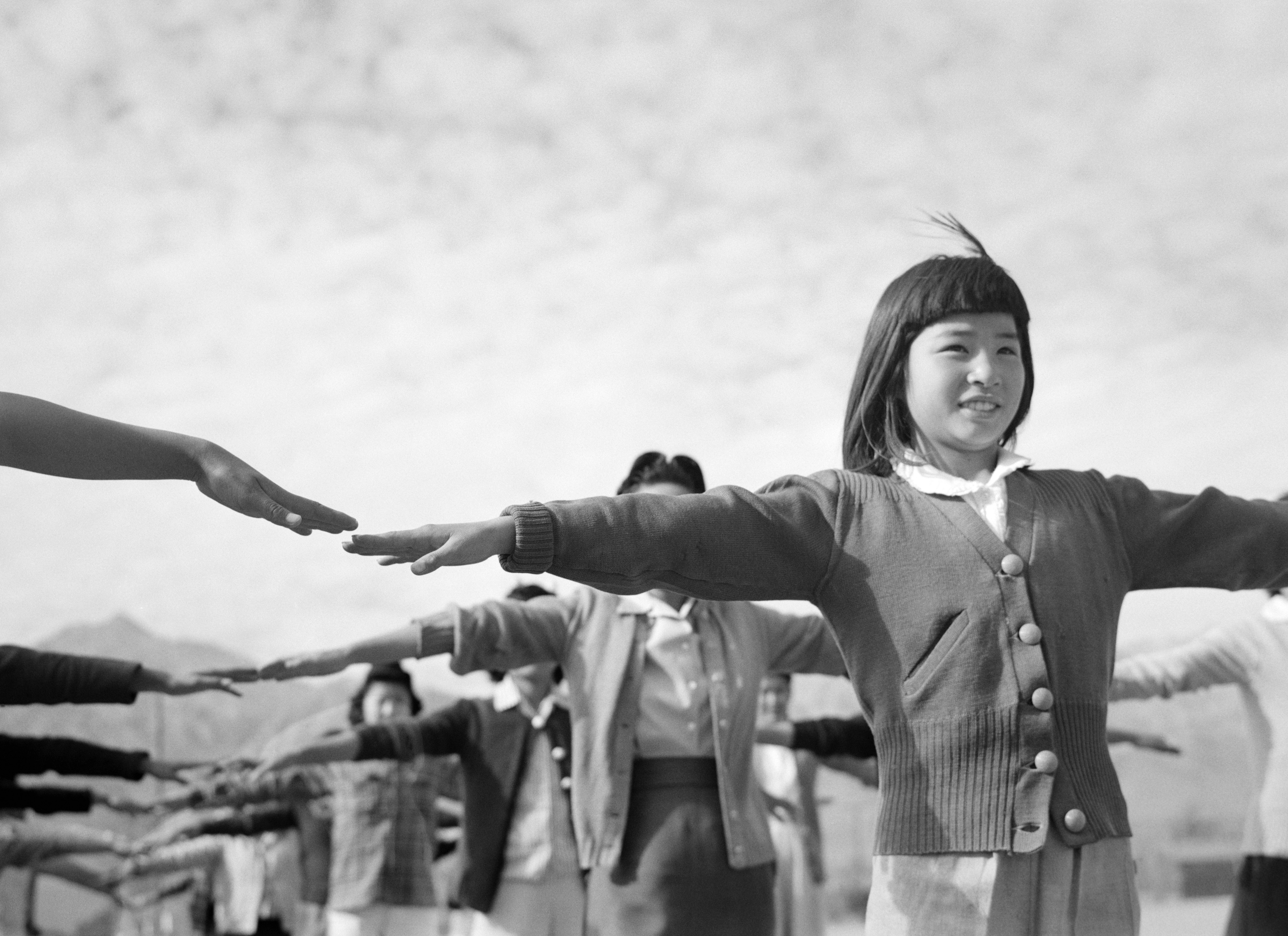
Prisioneiras praticando calistenia.

Após ter sido sacados dos seus lares e comunidades, os prisioneiros tiveram de suportar  condições de vida primitivas bem como falta de privacidade. Tinham que fazer filas para tomar os seus alimentos, para ir às latrinas e usar o quarto de lavagem. Esperava-se que cada campo fosse auto-suficiente, e Manzanar não foi a exceção. havia salões de beleza e barbarias, reparadoras de calçado, entre outras. Além disso, os prisioneiros criavam frangos, porcos, cultivavam vegetais bem como os hortos de frutas existentes. Os prisioneiros também preparavam o molho de soja e o tofu.

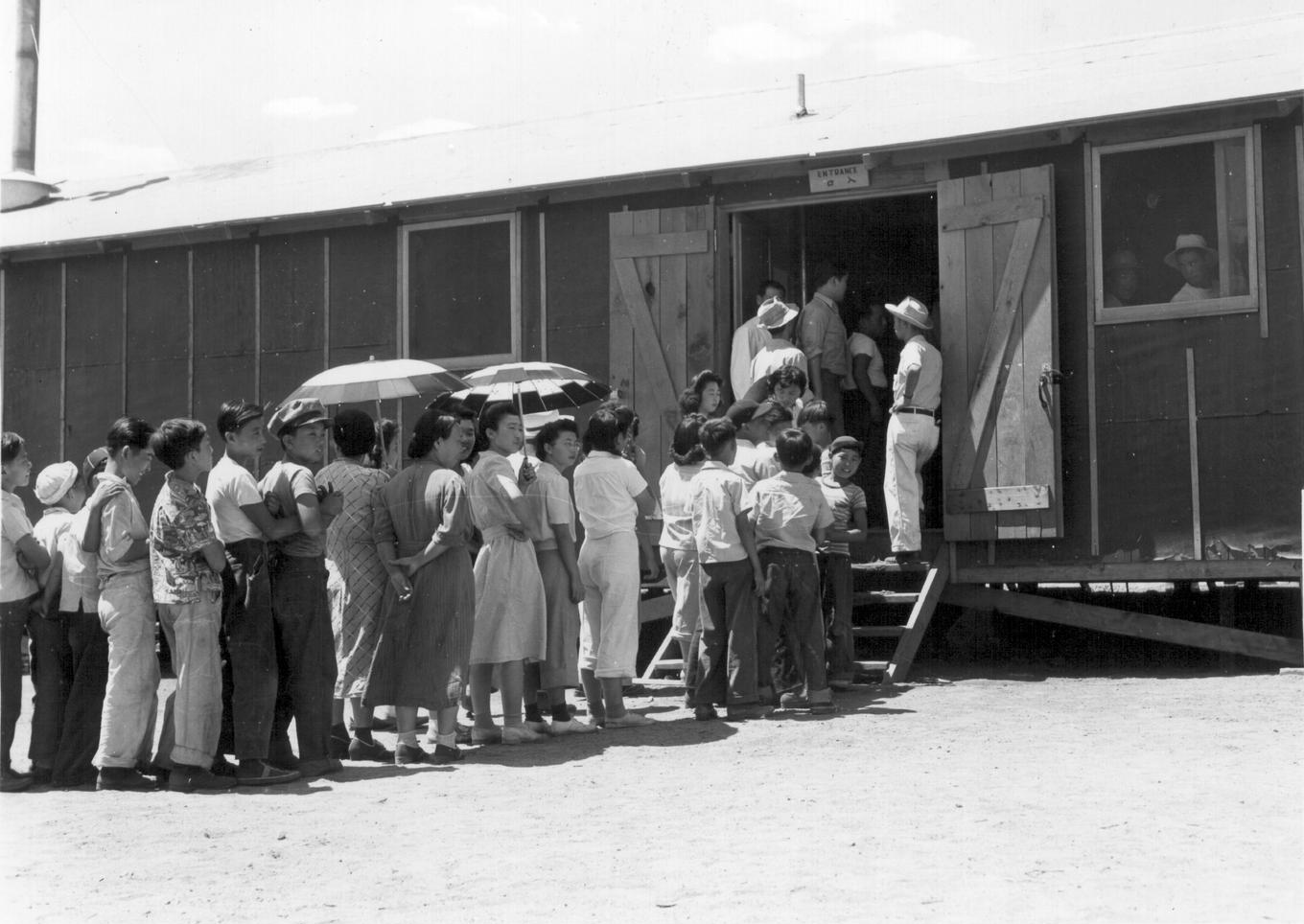
Prisioneiros aguardam pelos seus alimentos fora da sala de jantar o meio-dia de 7 de julho de 1942.

A comida em Manzanar tinha como base a requerida pelo exército. Geralmente consistiam em arroz quente com vegetais, pois a carne era escassa.
A maioria dos prisioneiros receberam trabalho em Manzanar para manter o campo funcionando. Os trabalhadores recebiam de 8 dólares para trabalhadores sem especialização até $19 para os profissionais. Além disso, todos os prisioneiros recebiam $3,60 mensuais para complemento de despesas de vestimenta.

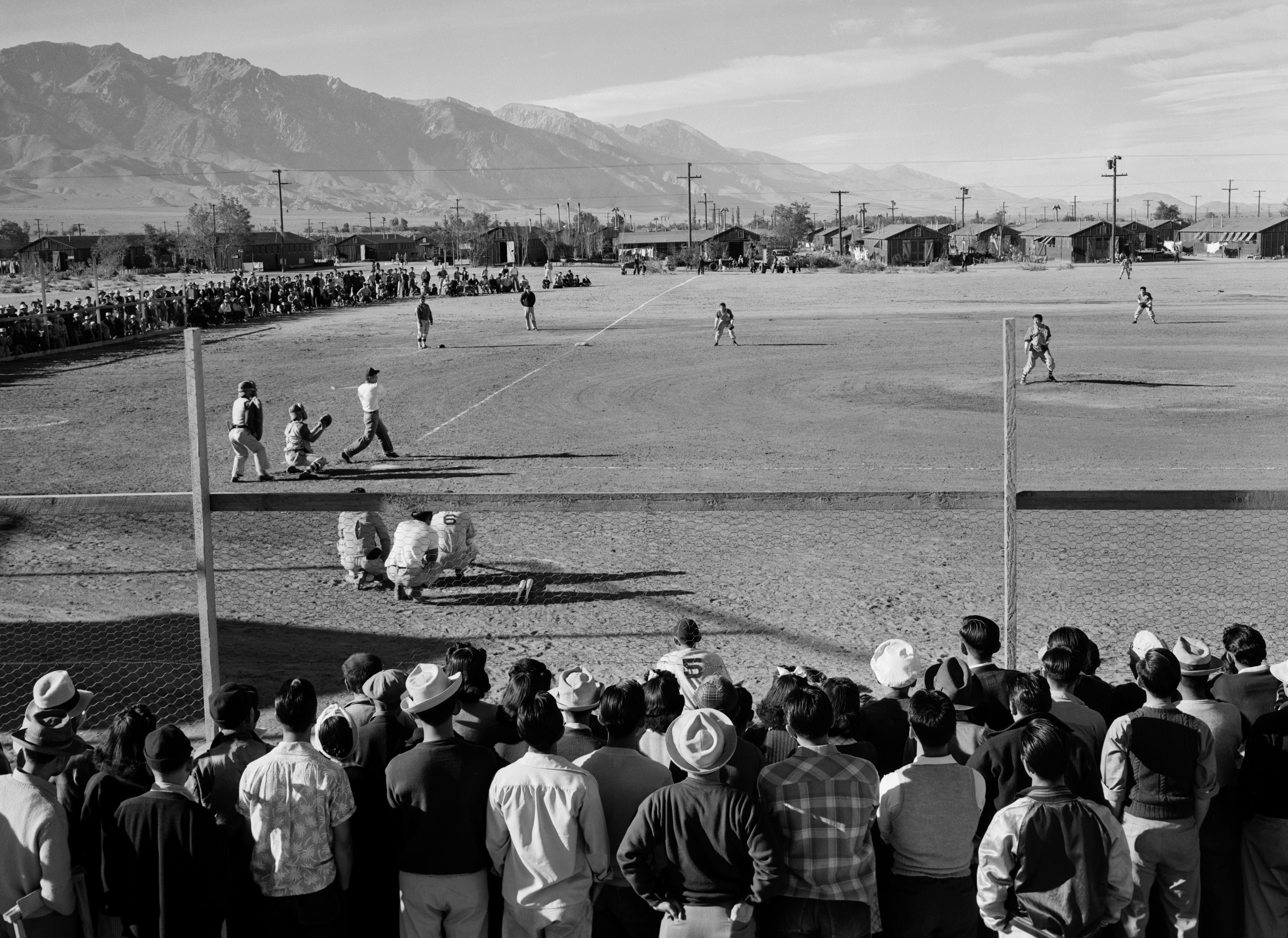
Um jogo de beisebol em Manzanar, 1943.

Os prisioneiros participavam em desportos, incluindo do beisebol, o futebol americano e artes marciais. Também construíram elaborados jardins, os quais com frequência incluíam tanques, cascadas e adornos de pedra. Até mesmo havia um campo de golfe.

#### Resistência
Embora a maioria dos prisioneiros aceitassem o seu destino silenciosamente durante a Segunda Guerra Mundial, houve resistência em alguns campos. Os campos de Poston, Heart Mountain, Topaz e Tule Lake tiveram distúrbios civis por desacordos nos salários, mercado negro de açúcar, fricções intergeneracionais, rumores de informadores que davam reportes aos administradores do campo ou ao FBI e outros problemas. Contudo, o incidente mais sério foi conhecido como "motim de Manzanar" os dias 5 e 6 de dezembro de 1942, o qual.
Após vários meses de tensão entre os prisioneiros que apoiavam a Liga de cidadãos japoneses norte-americanos (Japanese American Citizens League, JACL) e um grupo de Kibei (japoneses norte-americanos educados no Japão), desencadearam-se rumores de que a escassez de açúcar e carne eram resultado do mercado negro manejado pelos administradores do campo. As coisas pioraram quando o líder da JACL Fred Tayama foi assassinado por seis homens mascarados. Harry Ueno, o líder da União de trabalhadores de cozinha, foi suspeitoso de estar envolvido, pelo qual foi arrestado. Pouco depois, entre 3 000 e 4 000 prisioneiros reuniram-se e marcharam para a área administrativa, protestando o arresto de Ueno. Depois que os seguidores de Ueno negociaram com a administração do campo, Ueno regressou à cárcere de Manzanar. Vários centos voltaram protestar e quando avançaram, a polícia militarizada lançou gás lacrimogênio para os dispersar. Enquanto alguns corriam para fugir do gás, um grupo empurrou um camião sem condutor para o cárcere. Nesse momento a polícia disparou contra a multidão, matando um jovem de 17 anos. Um homem de 21 anos recebeu um tiro no abdômen, falecendo dias depois. Outros nove prisioneiros resultaram feridos e um membro da polícia resultou ferido por uma bala que rebotou.

#### Fechamento

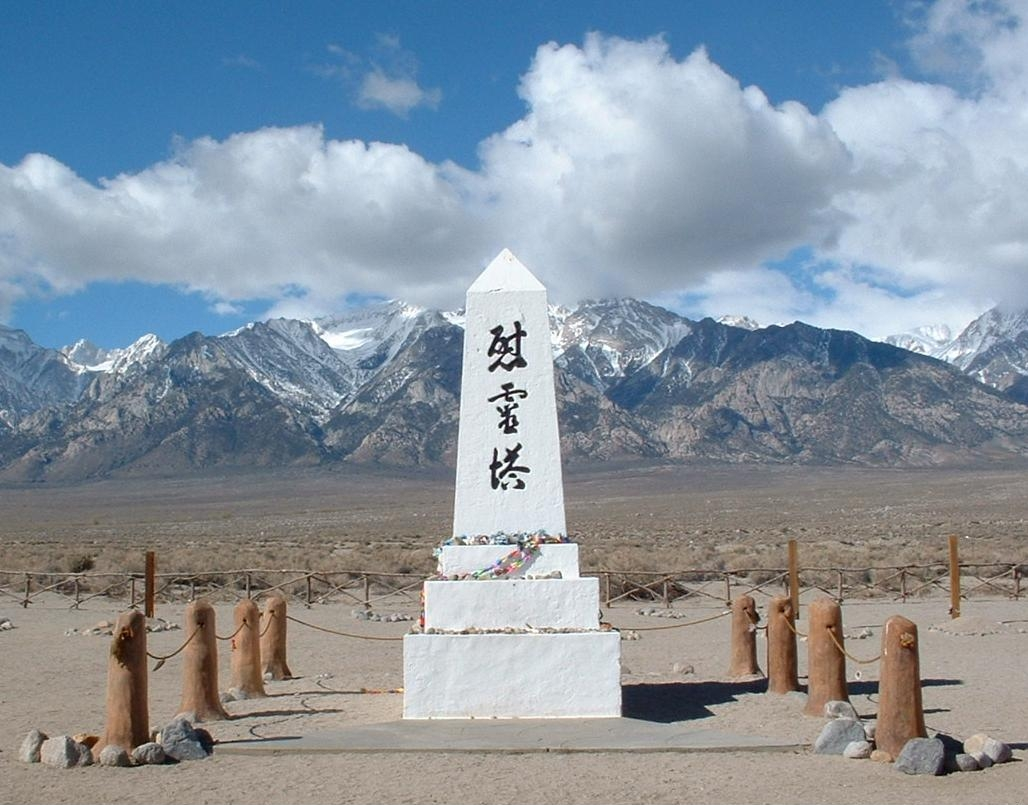
Monumento no cemitério Manzanar, 2002.

A 21 de novembro de 1945 a WRA cerrou Manzanar, o sexto campo em ser fechado. Embora os prisioneiros fossem levados para o Vale Owens pelo governo, tiveram de abandonar o campo e deslocar-se para os seus destinos pela sua conta. A WRA deu a cada pessoa 425 dólares, um boleto de ida em comboio ou ônibus e comida a todos aqueles que tivessem menos de 600 dólares. Embora muitos deixassem o campo voluntariamente, um número importante recusou marchar , pois perderam tudo quando foram obrigados a deixar os seus lares, de modo que tiveram de ser  deslocados pela força de novo.
146 prisioneiros faleceram em Manzanar. Quince prisioneiros foram enterrados aí, embora somente cinco tumbas se conservam pois a maioria foram exumados e voltos a enterrar em outros lugares pelos seus familiares.
O cemitério de Manzanar é assinalado por um monumento construído pelo prisioneiro Ryozo Kado em 1943. Uma inscrição à frente do monumento diz: 慰靈塔 ("Torre consoladora da alma"). A inscrição da parte posterior disse "Erguido pelos japoneses de Manzanar" na esquerda, e "agosto de 1943" na direita. Na atualidade, o monumento acostuma ser coberto com cordas de origami, e por vezes sobreviventes e outros visitantes deixam oferendas de objetos pessoais.
Depois que o campo foi fechado, o sítio eventualmente regressou ao seu estado original. Após um par de anos, todas as estruturas foram removidas com a exceção de dois postos de centinelas da entrada, o monumento do cemitério e do auditório, que foi comprado pelo Condado de Inyo. O Condado arrendou o auditório aos Veteranos das Guerras Extrangeiras Independence (Independence Veterans of Foreign Wars), que o utilizaram como lugar de reunião e teatro da comunidade até 1951. Depois o edifício foi utilizado como instalação de manutenção pelo Departamento de Estradas do Condado de Inyo.
Até 2007 o sítio ainda conservava alicerces de numerosos edifícios, porções dos sistemas de água e esgoto, o contorno da grade de uma vereda, vestígios dos jardins construídos pelos prisioneiros, etc. Apesar de ter sido utilizado pelos prisioneiros por quatro anos, o lugar ainda conserva evidência dos ranchos e da povoação de Manzanar, bem como artefatos da época em que o vale foi habitado pelos Paiute.

## Prisioneiros notáveis

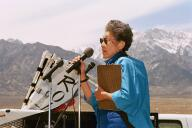
A presidenta do Comitê Manzanar, So Kunitomi Embrey, dá a boas-vindas durante a 33ª peregrinação anual a Manzanar, 27 de abril de 2002.

- So Kunitomi Embrey.- Nascida a  6 de janeiro de 1923, foi editora do jornal do campo, Manzanar Free Press, e teceu redes de camuflagem para apoiar a guerra. Deixou Manzanar em finais de 1943 e foi transladada a Madison, Wisconsin e um ano depois mudou-se para Chicago, Ilinois. Regressou a Califórnia em 1948, onde se converteu em mestra e ativista comunitária.[75] Em 1969 Embrey foi uma das 150 pessoas que assistiram à primeira peregrinação a Manzanar e foi uma das fundadoras de tal evento anual. Também se converteu numa das principais defensoras da preservação do sítio bem como de que se considerasse Sítio Histórico Nacional. Faleceu em 2006.[75][76]

| “ | Embrey tomou a sua dor e a sua ira do injusto internamento e converteu-o numa vida dedicada em assegurar-se que nunca voltará a ocorrer", disse Rose Ochi, conselheira legal do Comitê Manzanar depois da morte de Embrey a 15 de maio de 2006. "Ela era simplesmente incansável e como mestra assegurava-se que o nossos livros de história falassem do trágico episódio". | ” |

- Aiko Yoshinaga-Herzig.- Nascida em 1925 em Los Angeles, tinha 17 anos quando foi encarcerada em Manzanar. Posteriormente foi encarcerada em Jerome e Rohwer, Arkansas.[79] Yoshinaga-Herzig posteriormente foi transladada para Nova Iorque, onde se converteu em ativista comunitária durante a década de 1960 e tornou-se membro da associação Asian Americans for Action (AAA), a primeira organização política asiático norte-americana na costa Leste. Em este grupo também se encontravam Bill e Yuri Kochiyama.[79]

Embora não fosse uma investigadora, Yoshinaga-Herzig decidiu procurar nos documentos históricos para ver se existia informação sobre a sua família nos arquivos nacionais. Junto com o seu esposo, John Herzig, estudou minuciosamente os documentos da Autoridade de Relocalização. durante a sua procura encontraram evidências de que o governo cometera perjura frente da  Corte Suprema em 1944 nos casos "Korematsu vs. Estados Unidos", "Hirabayashi vs. Estados Unidos" e "Yasui vs. Estados Unidos", os quais questionavam a constitucionalidade das relocalizações e o internamento. O governo apresentou evidência falsificada à Corte, destruiu evidências e ocultou informação importante. A evidência recopilada deu uma base legal que os norte-americanos nikkei precisavam para pedir compensações e reparo de danos pelo internamento durante a guerra. A pesquisa dos Herzigs também serviu como apoio para o trabalho da National Coalition for Japanese American Redress (NCJAR), a qual empreendeu uma ação popular contra do governo em nome dos prisioneiros. A Corte Suprema emitiu sentença contra do demandante.
- William Minoru Hohri.- Nascido em São Francisco, Califórnia, em 1927,[81] foi encarcerado em Manzanar quando tinha 15 anos de idade. A sua família entrou no campo a  3 de abril de 1942 e permaneceu ali até  25 de agosto de 1945.[82] Hohri tornou-se ativista pelos direitos civis e contra da guerra depois da Segunda Guerra Mundial.

No fim da década de 1970 tornou-se presidente da NCJAR, a qual iniciou uma ação popular contra do governo dos Estados Unidos a  16 de março de 1983, assegurando que a detenção dos japoneses nascidos nos Estados Unidos tinha sido injusta. A demanda estabeleceu vinte e duas causas de ação, incluindo quinze possíveis violações dos direitos constitucionais, reclamando ademais $27 mil milhões em danos. Embora a Suprema Corte falhasse na sua contra, a demanda serviu para fazer a conhecer a situação à opinião pública.

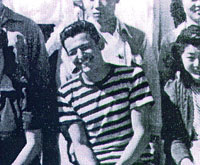
Ralph Lazo.

- Ralph Lazo.- Nascido em 1924 em Los Angeles e de ascendência mexicana e irlandesa. Com 16 anos ficou a saber a situação que estavam vivendo os seus amigos nikkei e sentiu-se indignado,[85] e decidiu viajar com eles num comboio a Manzanar em maio de 1942.[86][87] Os oficiais do lugar nunca lhe perguntaram pela sua ascendência.[88]

"O internamento era imoral", declarou Lazo a Los Angeles Times. "Estava mal e não podia aceitá-lo". "Estas pessoas não fizeram nada que eu não tivesse feito, apenas ir a uma escola em língua japonesa".
Permaneceu em Manzanar até agosto desse ano, quando foi recrutado no exército, onde serviu como sargento segundo no Pacífico sul. Lazo foi reconhecido com a estrela de bronze por heroísmo em combate. Após da guerra converteu-se num forte defensor das compensações e reparações para os japoneses norte-americanos que foram encarcerados.

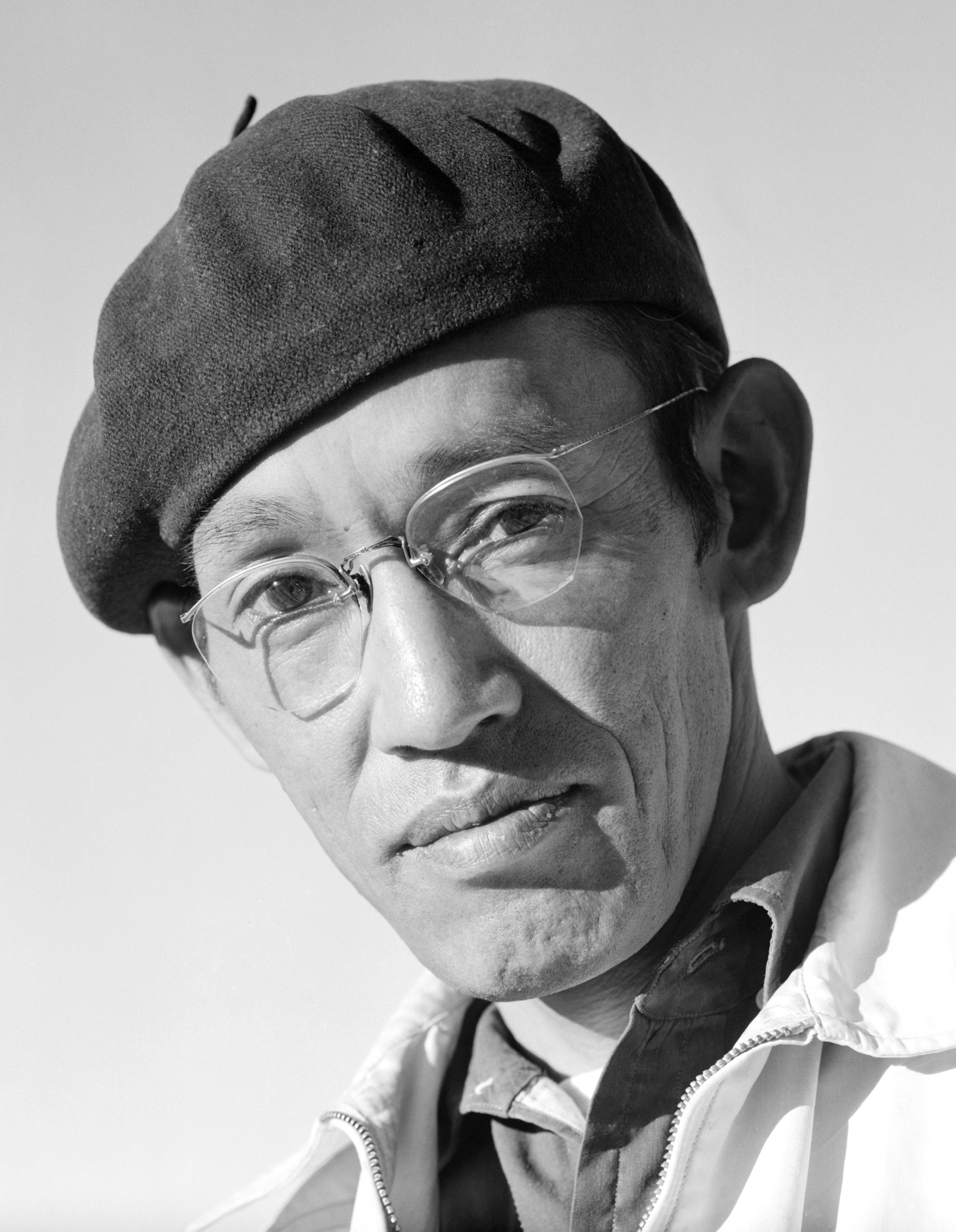
O fotógrafo Toyo Miyatake.

- Toyo Miyatake.- Nascido em Kagawa, Shikoku, Japão, em 1896; emigrou  para os Estados Unidos em 1909. Assentou-se em Los Angeles, no bairro Little Tokyo e foi encarcerado em Manzanar com a sua família. Como fotógrafo, Miyatake levou de contrabando uma lente e filme. Tomou muitas das agora famosas fotografias da vida e condições em Manzanar. Finalmente, a sua câmara foi descoberta e confiscada pelos administradores do campo; porém, Merritt, o diretor do campo, permitiu-lhe posteriormente fotografiar livremente dentro do campo, embora não lhe fosse permitido pressionar o obturador, pelo qual um guarda ou oficial do campo realizava esta tarefa. Ao final, Merritt não viu necessidade deste procedimento, pelo qual simplesmente lhe permitiu tomar as fotos que quiser.[90]

- Togo Tanaka (1916-2009).- Editor do jornal Rafu Shimpo, foi enviado a Manzanar, onde usou a sua experiência para documentar as condições de vida no campo. Foi etiquetado como colaborador e deslocado para o campo de Death Valley após ter sido alvo de várias revoltas antes do primeiro aniversário do ataque a Pearl Harbor.[91]

- Harry Ueno.- Nascido em Hawaii em 1907, era um Kibei que foi encarcerado com a sua esposa e filhos em Manzanar.[92] Após oferecer-se como voluntário para o trabalho na sala de jantar, Ueno descobriu que o pessoal do campo estava roubando açúcar e carne e vendendo-as no mercado negro.[92][93] Ueu fez a conhecer os furtos e trabalhou para organizar os prisioneiros para preveni-los,[94] o que deu como resultado o seu arresto, situação que o pôs no centro da revolta de Manzanar.[92][95] Ueu foi um dos prisioneiros que protagonizaram o filme Rabbit in the Moon de Emiko Omori, ganhadora de um prêmio Emmy.[96]

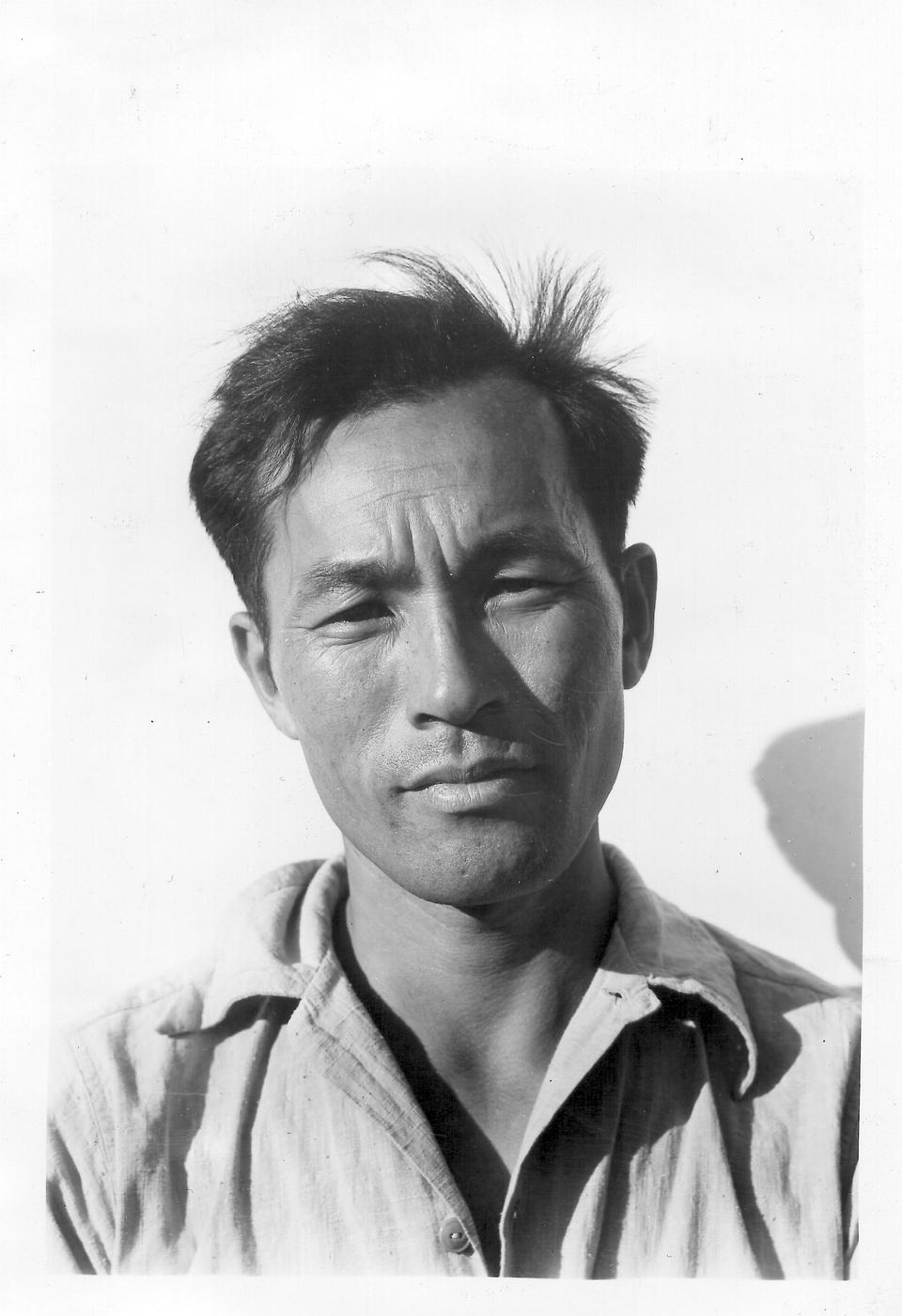
Karl Yoneda.

- Karl Yoneda.- Nascera em Glendale, Califórnia, a 15 de julho de 1906, mas a sua família regressara para o Japão em 1913.[97][98] Quando se acercava a guerra, Yoneda decidiu regressar aos Estados Unidos antes de ter de alistar-se no exército.[97] Chegou a São Francisco a  14 de dezembro de 1926, mas foi detido durante dois meses no centro de imigração de Angel Island, apesar de contar com a certidão de nascimento.[98] Posteriormente foi transladada a Los Angeles[97] e chegou a Manzanar a  22 de março de 1942, sendo um dos primeiros descendentes de japoneses que chegaram como voluntários a construir o campo.[99] Ioneda posteriormente distinguiu-se trabalhando para os Estados Unidos, oferecendo-se a servir no Serviço de Inteligência Militar.[100] Depois da guerra continuou apoiando causas civis e de direitos humanos.[97]

## Preservação e relembrança

### Peregrinação a Manzanar
Em 1969, cerca de 150 pessoas saíram de Los Angeles em carro e ônibus para Manzanar. Essa foi a primeiro peregrinação anual a Manzanar, mas desde que o campo cerrou em 1945, dois ministros, os Reverendos Sentoku Mayeda e Shoichi Wakahiro, assisteram anualmente.
O Comitê Manzanar, organização sem fins lucrativos, anteriormente dirigido por So Kunitomi Embrey, patrocinou a viagem desde 1969. O evento é realizado cada ano o último sábado de abril com centos de visitantes de todas as idades e classes, incluindo antigos prisioneiros que se reúnem no cemitério para recordar o internamento. O objetivo é que os participantes possam aprender a respeito do lugar e ajudem a que esse trágico capítulo na história dos Estados Unidos não se olvide nem se volta a repetir. O programa tradicionalmente inclui oradores, representações culturais, um serviço inter-religioso em memória daqueles que faleceram no lugar e dança Ondo.
Desde os eventos do 11 de setembro de 2001, muçulmanos norte-americanos participaram na peregrinação para promover e incrementar a consciência de proteger os direitos civis devido à crescente desconfiança para eles no mundo depois dos atentados.

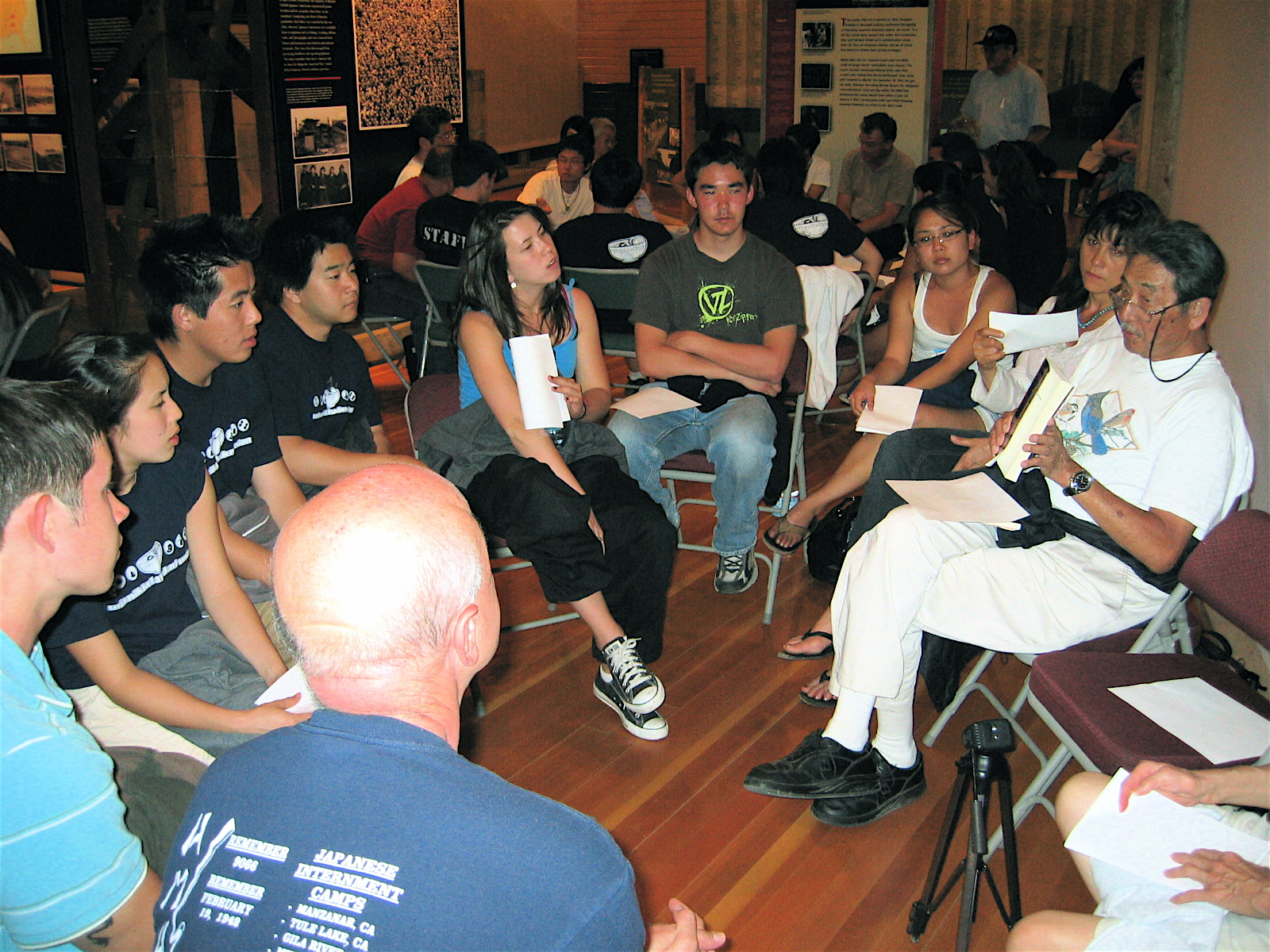
Numa pequena sessão de grupo o ex prisioneiro Wilbur Sato (extrema direita) relata as suas experiências durante a sua estadia no campo. 28 de abril de 2007.

### Monumento Histórico de California
Os esforços do Comitê Manzanar renderam frutos quando o estado de Califórnia nomeou Manzanar como Monumento Histórico de California (California Historical Landmark) #850 em 1972. A sinalização como tal colocou-se a 14 de abril de 1973.

### Monumento Histórico Nacional e Local Histórico Nacional
O Comitê Manzanar também encabeçou os esforços para que fosse considerado dentro da lista do Registro Nacional de Lugares Históricos, o que ocorreu em 30 de julho de 1976. Em 04 de fevereiro de 1985, o local foi designado um Marco Histórico Nacional. Embrey e o comitê também lideraram os esforços para que o antigo campo fosse considerado um local histórico nacional, o que ocorreu a 3 de março de 1992 quando o Presidente George H. W. Bush assinou a Resolução 543 na Lei Pública 102-408 106 Stat. 40. Este ato do Congresso estabeleceu o Local Histórico Nacional Manzanar "para prover proteção e interpretação para os recursos históricos, culturais e naturais associados com a relocalização de japoneses norte-americanos durante a Segunda Guerra Mundial". Cinco anos mais tarde, o serviço de Parques Nacionais comprou 329 hectares de terreno à cidade de Los Angeles.

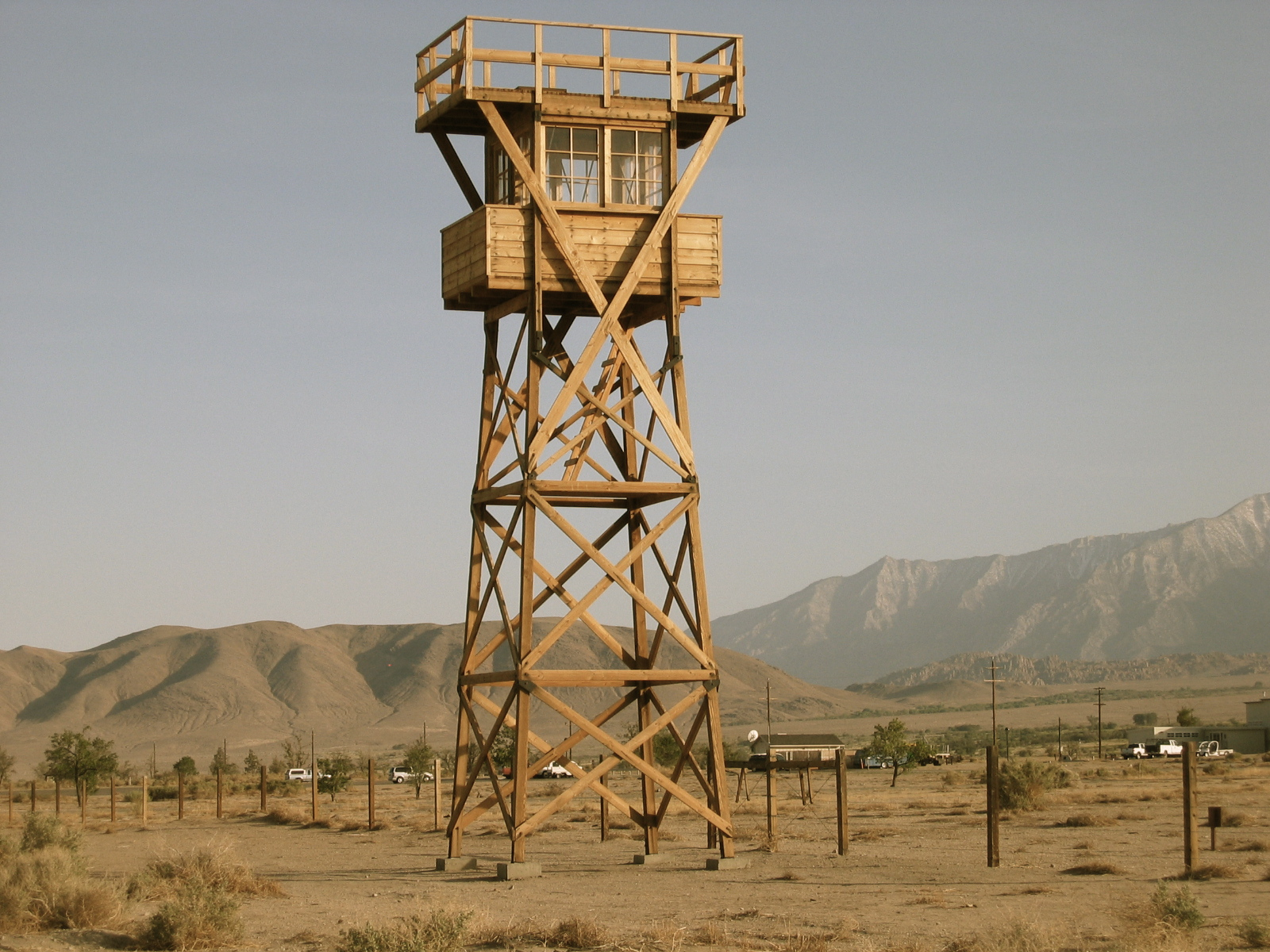
Réplica de uma atalaia do Sítio Histórico Nacional Manzanar construída em 2005. Oito atalaias equipadas com refletores e metralhadoras apontando para os prisioneiros estavam situadas em redor do perímetro do campo.

O sítio conta com um centro de interpretação alojado no auditório escolar que foi restaurado, onde se conta com uma exibição permanente que narra as histórias dos prisioneiros de Manzanar, os Paiute do vale, os rancheiros, a povoação e a água do vale.

O local, visitado por mais de 600 000 pessoas entre 2000 e 2008, conta com postos sentinelas na entrada restaurados, uma réplica de uma atalaia, um caminho turístico autoguiado e sinalizações com informação. O pessoal oferece visitas guiadas e outros programas educacionais.

## Na mídia
A  11 de março de 1976 a NBC emitiu m filme, Farewell to Manzanar, baseado nas memórias homônimas de Jeanne Wakatsuki Houston, encarcerada em Manzanar quando era menina. Tanto o livro quanto o filme narram a história da família Wakatsuki e as suas experiências atrás do arame de puas vista através dos olhos da menina.
Come See The Paradise foi um filme que abordou a temática de como o encarceramento afetou uma família norte-americana de Los Angeles e  um organizador de sindicato norte-americano de ascendência europeia. O filme, estreado em 1990, foi protagonizado por Dennis Quaid e Tamlyn Tomita, e escrito e dirigido por Alan Parker.
O romance de 1994 Snow Falling on Cedars de David Guterson contém várias cenas e pormenores relacionados aos japoneses norte-americanos da área de Puget Sound, Washington, bem como as suas experiências em Manzanar.
A canção "Kenji", do álbum The Rising Tied (2005) de Fort Minor narra a história da família de Mike Shinoda, bem como as suas experiências antes, durante e depois da Segunda Guerra Mundial, incluindo o seu internamento em Manzanar.
A canção do grupo Channel 3 intitulada "Manzanar" trata sobre a reclusão.
O músico de country / folk Tom Russell escreveu "Manzanar", canção que trata sobre o internamento, foi lançada no álbum  Box of Visions  (1993). Laurie Lewis fez um cover à canção no seu álbum Seeing Things (1998), na que acrescentou sons do koto, um instrumento musical japonês.
No episódio Family 8108,da quinta temporada do seriado Cold Case,a equipe soluciona o assassinato do pai de uma família nipo-americana,que foi prisioneira em Manzanar,durante a partida de Futebol Americano entre os times do Exército e da Marinha,na Pensilvânia,em 1945,próximo ao final da Segunda Guerra Mundial.